# NGC 1007
NGC 1007 је галаксија у сазвежђу Кит која се налази на NGC листи објеката дубоког неба.
Деклинација објекта је + 2° 9' 20" а ректасцензија 2h 37m 52,2s. Привидна величина (магнитуда) објекта NGC 1007 износи 15,8 а фотографска магнитуда 16,8. NGC 1007 је још познат и под ознакама MCG 0-7-59, CGCG 388-69, PGC 9967.